# Pedro Varela Geiss
Pour les articles homonymes, voir Geiss.
Pedro Varela Geiss (né le 9 octobre 1957 à Barcelone) est un libraire et écrivain espagnol.

## Biographie
En 1978, il devient président du CEDADE, un groupe néonazi défendant des idées négationnistes. 
En 1992, il a passé trois mois en détention provisoire en Autriche pour avoir prononcé un discours nazi, mais a été acquitté. Après la fin du CEDADE, il a ouvert une librairie, à Barcelone. En 1998, il a été condamné à cinq ans de prison pour diffusion de textes négationnistes, en vente dans sa librairie.
En 2010, il a été condamné à deux ans et neuf mois de prison pour la « diffusion d'idées génocidaires. » Il a été libéré de prison le 8 mars 2012. En juillet 2016, sa librairie a été fermée au chef que ses discours incitent à la haine et à la discrimination raciale.